# مشتى عازار
مشتى عازار بلدة في ناحية الناصرة التابعة إداريًا لمنطقة تلكلخ في محافظة حمص في سوريا. ترتفع عن سطح البحر حوالي 314 مترًا وتتدرج بالارتفاع نظراً لموقعها الجغرافي المميز وجمال طبيعتها، وسكانها جميعًا من المسيحيين.
تقع مشتى عازار في جنوب سلسلة الجبال الساحلية على الحد الفاصل بين محافظتي حمص وطرطوس، وتبعد عن مدينة حمص حوالي 60 كيلومتراً إلى الغرب وعن مدينة طرطوس حوالي 40 كيلومتراً إلى الشرق، وهي من قرى وادي النصارى. وتمتاز بالتنوع التضاريسي بين السهول والأودية والهضاب.
يحد بلدة مشتى عازار من الغرب قرى المتراس وعين دابش وعين الجرن التابعة لمحافظة طرطوس، ومن الشرق مجموعة من قرى الوادي وهي عين الراهب وتنورين وجوار العفص ومرمريتا والناصرة وقلعة الحصن. وتحدها من الجنوب قرى بحزينا وشلوح ونعرة التابعة لمنطقة تلكلخ. وتحدها من الشمال قرى بعيت وحابا والجامسلية وبيت المكاري.
مناخ البلدة معتدل صيفًا وقد يتخلله أيام ممطرة، وبارد شتاءً حيث من الطبيعي أن تتساقط الأمطار لعدة أيام متواصلة في الشتاء وقد تتساقط الثلوج أحيانا لعدة ساعات فقط.
يعتقد أن مشتى عازار تعرضت للزلازل التي ضربت أوغاريت واللاذقية وطرابلس في عصور ما قبل الميلاد والقرون الميلادية الأولى عام 540 م، فاندثرت البلدة القديمة تقريبا. مشتى عازار اليوم لا تعود إلى أكثر من 500 عام، وأول العائلات التي هاجرت لها أتت من حوران ومن ثم من لبنان ومن بعض مناطق سورية الأخرى.

## السياحة
مشتى عازار مصيف رائع حيث الطبيعة الخلابة والجو المعتدل الجميل في الصيف ويزور القرية آلاف السياح للتمتع بروعة وجمال قرية مشتى عازار وجبالها وجوها، ومن الممكن من القرية رؤية جزء بسيط من شاطئ البحر بالإضافة إلى جبال عكار اللبنانية، ومما يميزها عن باقي قرى وادي النصارى وجود نهر يشق طريقه في الصخور في بساتين القرية وبالقرب من النهر هناك مغارة محفورة في الصخر وحتى الآن لا توجد دراسة علمية دقيقة حول تاريخ هذه المغارة.

### كرنفال مشتى عازار
كرنفال سنوي بمناسبة عيد انتقال السيدة العذراء يقام في 13 آب من كل عام، يترافق مع أنشطة ثقافية واجتماعية ورياضية في البلدة، والكرنفال الأول كان في عام 1994 بعد تشييد مقام السيدة العذراء.

### القناطر
مكان مملكة صغيرة يعود تاريخها إلى أيام الفينيقيين، دمرها زلزال في العهد الروماني، وقد عثر في هذه المنطقة على أجران لعصر العنب وكؤوس للقرابين وأيقونات برونزية تحمل صورة السيدة العذراء، ومنطقة القناطر الآن عبارة عن مجموعة من الأراضي الزراعية المغروسة بأشجار الزيتون.

### قصر هيلانة بنت الملك
قصر أثري في منطقة القناطر ما تبقى منه مجرد أطلال، يعتقد أن الملك القائم على تلك المملكة التابعة إلى الإمبراطورية الرومانية بناه لابنته الوحيدة.

### ناغوص النهر
الناغوص كلمة محرفة عن الكلمة ناووس (بالإنجليزية: Sarcophagus)‏، وتعني مقبرة النصارى أو التابوت المصنوع من الحجر، والناغوص المذكور كهف حفره الأقدمون في الصخر الأصم وهو عبارة عن فتحة دائرية في مدرج صخري كبير تتجه إلى الشمال، تفضي إلى غرفة مستطيلة الشكل بطول أربعة أمتار وعرض ثلاثة أمتار تقريباً، وبداخلها ثلاث حجرات متقابلة متناظرة محفورة بجدران الناغوص، واحدة في الصدر مقابل المدخل تماماً، والحجرتان الثانية والثالثة متقابلتين في الجدارين الآخرين.
وهذا المعلم الأثري مجهول الهوية حيث لم تطله أي دراسة أثرية على يد المختصين حتى الآن.
| بقايا قصر هيلانة بنت اللملك | مدخل ناغوص النهر | جسر حجري قديم عمره أكثر من مائة عام على نهر البلدة يعرف بإسم العبّارة |

هناك أكثر من من روايَةٍ تحَدِّثُ عن اصل التسمية، منها:
- أن كلمة مشتى اسم مكان على وزن (مفعَل) من الفعل الثلاثي: شتى، يشتو. ومشتى تعني مكان الإقامة في فصل الشتاء مضافة إلى اسم العلم عازار لذا أطلق عليها القدماء مشتى عازار أي: المكان الذي يقضي فيه عازار فصل الشتاء. وربما كان عازار أميراً أو أحد الاقطاعيين في المنطقة.
- هناك رواية ثانية تقول أن عازار من الرجال المشهورين بتربية دودة القز، لديه دولاب لحل شرانق القز، كان يسكن المشتى، ويمارس عمله فيها بنشاط وإتقان، ويوسع تجارته حتى شملت قرى المنطقة الغربية ولبنان، لذا نسبت إليه كما هو الحال في مشتى الحلو التي استوطنتها عائلة بيت الحلو، كان تتعاطى المهنة ذاتها.
- هناك رواية ثالثة أقرب إلى الأسطورة منها إلى الواقع، ولعلها من الذاكرة الآرامية، وكلمة مشتى تعني النبع باللغة الآرامية والأسطورة تقول: إن فتاة جميلة تدعى عازار، طلب يدها شاب فارس، لعله كان من قطاع الطرق والشطارين، لا يبرح صهوة جواده، يطارد اللصوص الوافدين من خارج المنطقة والوحوش والغزلان، وقد وافقت على الزواج، ولكن قيدت الموافقة بشرط واحد لا ثاني له، وهو أن يضرب الأرض بحافر جواده، فيخرج الماء على الأثر.

قبل الشاب الفارس الشرط المعجزة. امتطى صهوة جواده ثم لكزه، فانطلق يغدو به حتى غاب عن الأنظار - والفتاة عازار تشهد المعجزة - وبعد قليل عاد متسربلاً بالغبار، وحين اقترب من فتاة أحلامه دار حولها ثلاث دورات وقبل أن ينهي الدورة الثالثة أمسك باللجام، وجذبه نحو صدره بقوة خارقة، فكبا الجواد، ورفس الأرض بحافره الأيمن فانبجس الماء من تحته.
قبلت به الزواج بعد فوزه بالشرط، لأنها سوف تعيش في كنف زوج يؤمن لها الحماية في عالم تكتنفه المخاطر، وتسوده شريعة الغاب، ومنذ ذاك الزمان سمي النبع باسمها: مشتى (نبع) عازار وما زالت التسمية على المسمى.

## السكان
عدد سكان مشتى عازار غير ثابت يصل في الشتاء إلى حدود 1000نسمة بينما في الصيف قد يصل إلى 15000 نسمة أو 20000 نسمة، وتتميز القرية بارتفاع نسبة المتعلمين بها وبعدد كبير من الاطباء والمثقفين.

## الأماكن الدينية
القرية تحوي ثلاثة طوائف هي: الروم الأرثوذكس البيزنطيين، الروم الملكيين الكاثوليك وعدد قليل من الأنجيليين البروتستانت، وفيها دير باسم «دير السيدة العذراء» وهو تابع لطائفة الروم الكاثوليك فيه عدد من الراهبات، وكنيسة باسم «كنيسة السيدة العذراء» تابعة لطائفة الروم الأرثوذكس، بالإضافة إلى مقامين للسيدة العذراء لكل من طائفتي الروم الأرثوذكس والكاثوليك حيث أن السيدة العذراء هي شفيعة سكان القرية عند كل من الطائفتين.

## كتب ومؤلفات عن البلدة
- كتاب: (مشتى عازار دراسة طبيعية اقتصادية اجتماعية ثقافية شاملة) للمؤلف أ.عقل نسيم الأحمر، مراجعة وتقديم د. جودت إبراهيم.

صورة غلاف كتاب مشتى عازار دراسة طبيعية اقتصادية اجتماعية ثقافية شاملة

## معرض الصور

كنيسة السيدة للروم الكاثوليك عام 1979 م
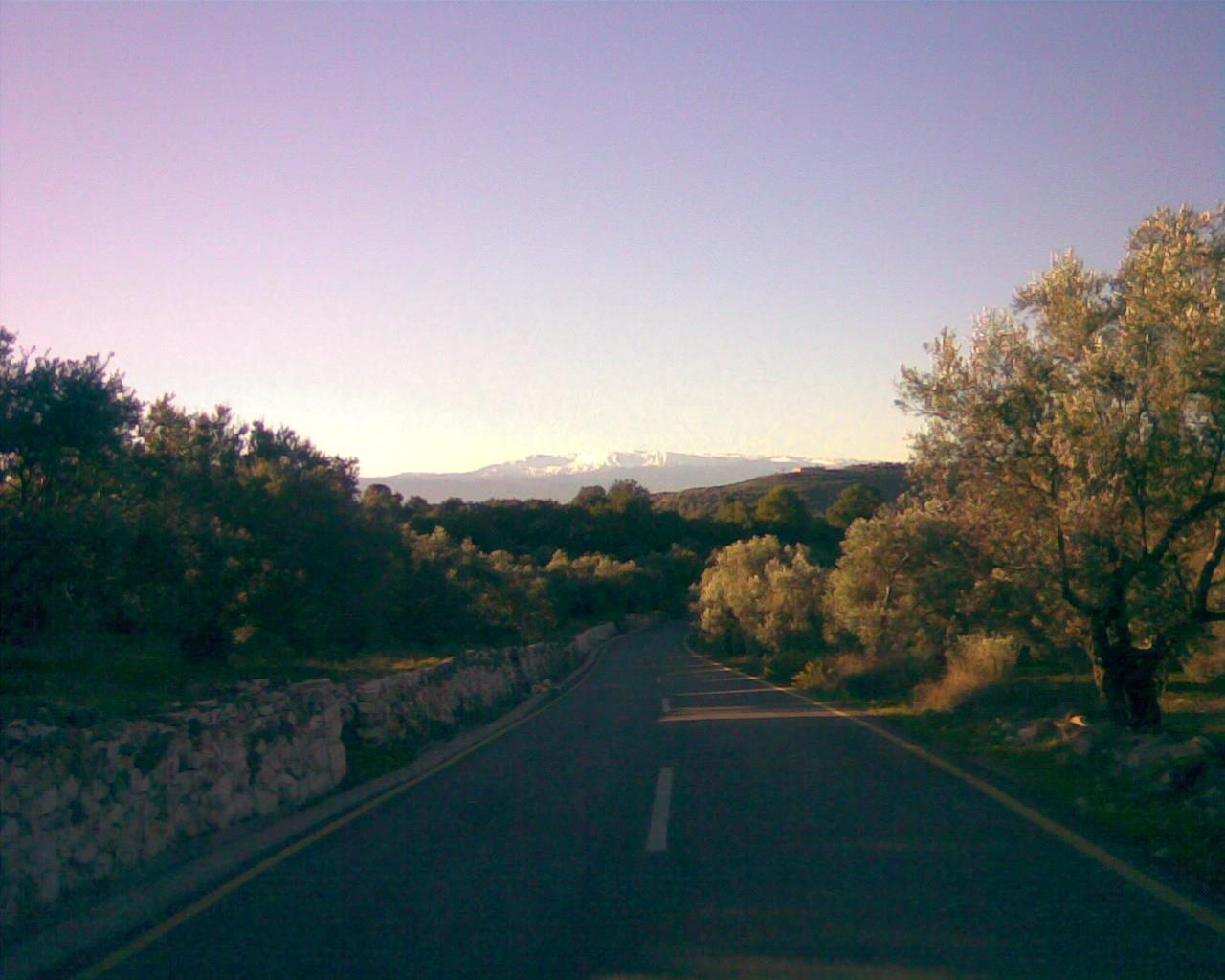
جبل عكار الواقع في لبنان كما يظهر من بلدة مشتى عازار
جبل السايح كما يظهر من بلدة مشتى عازار
غروب جميل للشمس في بلدة مشتى عازار

## وصلات خارجية
- موقع فندق مشتى عازار على الإنترنت